# Jaworzyna Ponicka
Jaworzyna Ponicka (996 m) – szczyt w Gorcach znajdujący się na długim grzbiecie odchodzącym od Turbacza do Rabki. W grzbiecie tym znajduje się pomiędzy szczytem Bardo a przełęczą Pośrednie. W kierunku południowo-zachodnim tworzy grzbiet oddzielający dolinę Poniczanki od doliny Potoku za Twarogiem. Znajduje się on poza obszarem Gorczańskiego Parku Narodowego (GPN). Stoki północno-wschodnie opadają do doliny Potoku Głębokiego i należą do GPN.
Jaworzyna Ponicka jest niewybitnym szczytem, niewiele tylko wznoszącym się ponad grzbiet. Jej wierzchołek i grzbiet porasta świerkowo-jodłowy las. Prowadzący tędy czerwony szlak turystyczny (Główny Szlak Beskidzki) omija po południowej stronie jej wierzchołek, prowadząc nieco poniżej niego.
Przez szczyt Barda biegnie granica między Rabką-Zdrojem (stoki północne) i Ponicami (stoki południowe) w województwie małopolskim, w powiecie nowotarskim, w gminie Rabka-Zdrój.

## Szlaki turystyczne
odcinek: Rabka-Zdrój – Tatarów – Maciejowa – Przysłop – Bardo – Jaworzyna Ponicka – Pośrednie – Schronisko PTTK na Starych Wierchach – Groniki – Pudziska – Obidowiec – Rozdziele – Turbacz. Odległość 16,7 km, suma podejść 970 m, suma zejść 220 m, czas przejścia 5 godz. 35 min, z powrotem 4 godz. 50 min.

## Przypisy

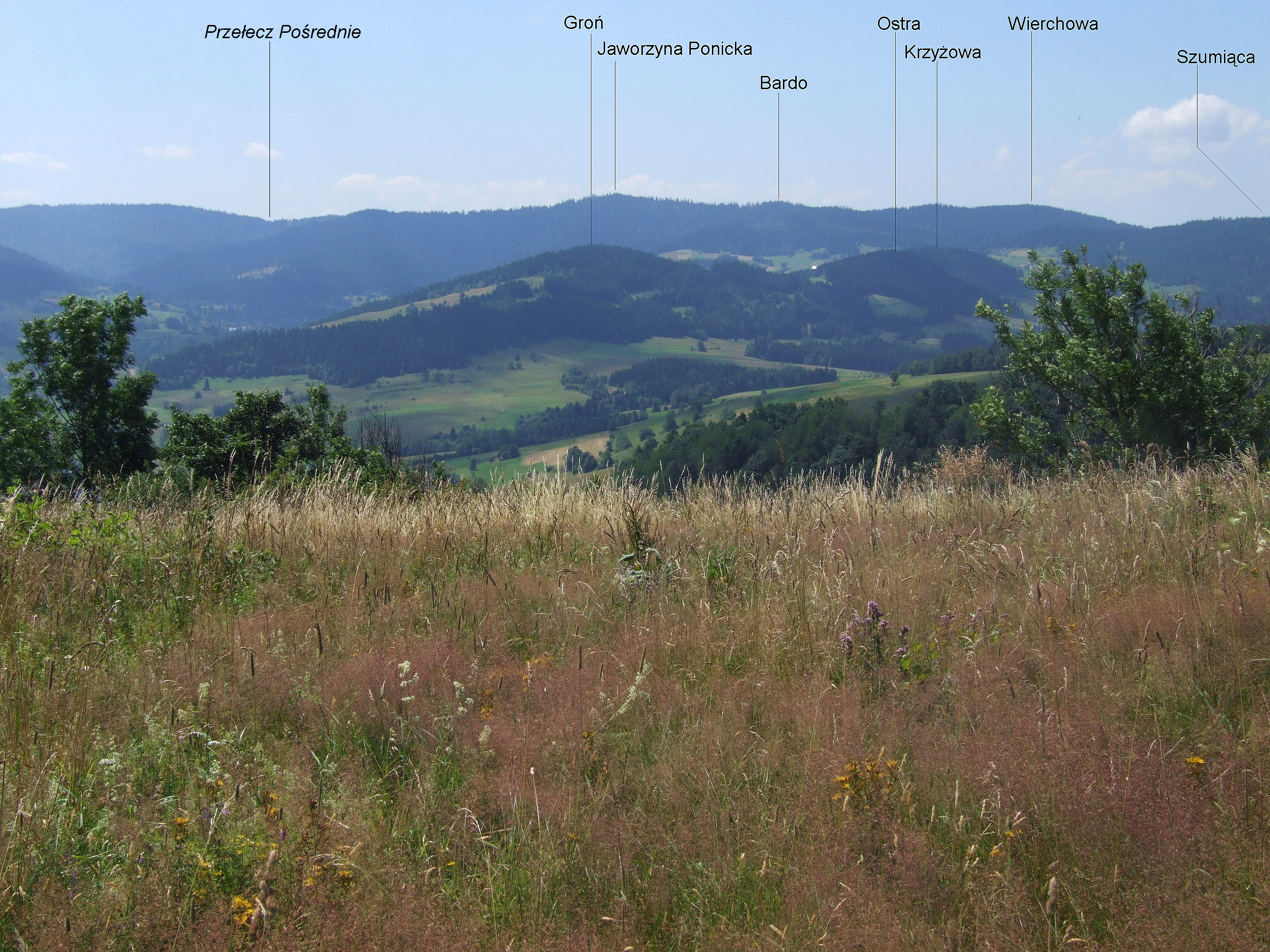
Widok z Potaczkowej